# Koválovice-Osíčany
Koválovice-Osíčany (en allemand : Kowalowitz bei Tischtin et Ositschan) est une commune du district de Prostějov, dans la région d'Olomouc, en République tchèque. Sa population s'élevait à 264 habitants en 2023.

## Géographie
Koválovice-Osíčany se trouve à 7 km au sud-sud-ouest de Němčice nad Hanou, à 21 km au sud-sud-est de Prostějov, à 35 km au sud d'Olomouc et à 217 km à l'est-sud-est de Prague.
La commune est limitée par Tištín au nord et à l'est, par Prasklice à l'est, par Pačlavice au sud, et par Dětkovice et Švábenice à l'ouest.

## Histoire
La première mention écrite de la localité date de 1349.

## Administration
La commune se compose de deux sections :
- Koválovice u Tištína
- Osíčany

## Galerie

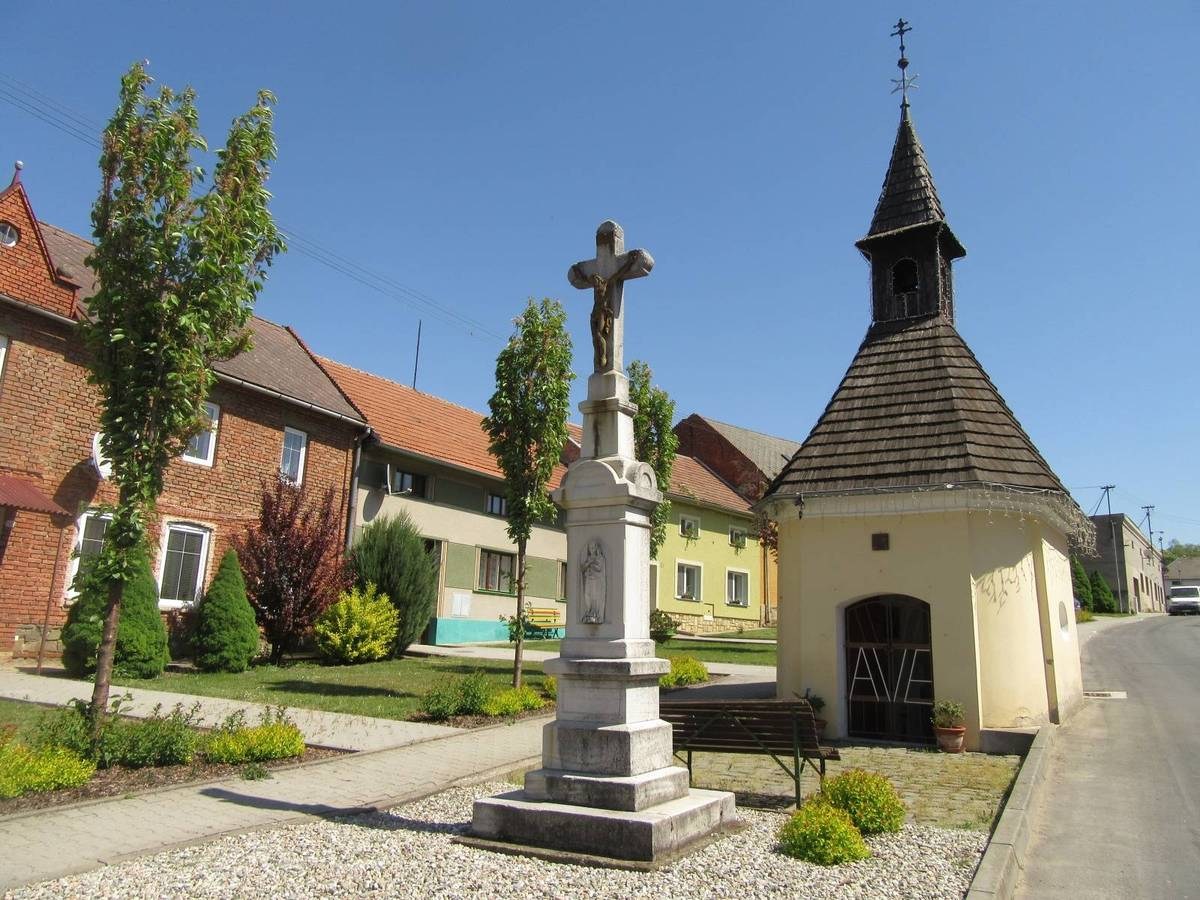
Crucifix et chapelle.
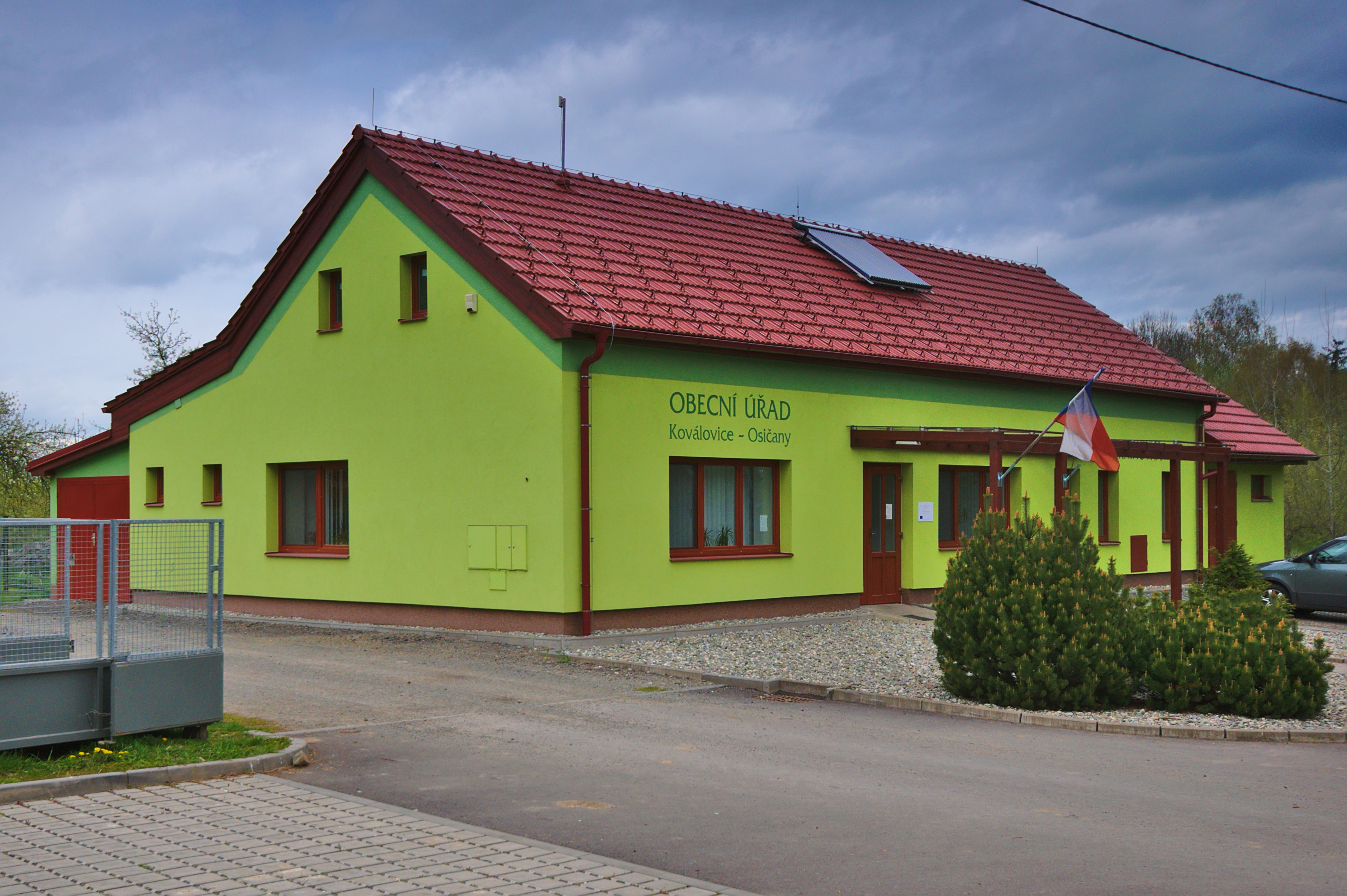
Koválovice u Tištína : la mairie.

## Transports
Par la route, Koválovice-Osíčany se trouve à 10,5 km de Němčice nad Hanou, à 16,5 km de Vyškov, à 27 km de Prostějov, à 44 km d'Olomouc et à 254 km de Prague.